# Bloco Habitacional O Leão Que Ri
O Bloco Habitacional O Leão que Ri é um imóvel concluído em 1958 em Maputo, Moçambique. O projecto é da autoria do arquitecto português Pancho Guedes, que o baseou num desenho do seu filho de 6 anos. 